# 이징 (화가)
이징(李澄, 1581년 ~ ?)은 조선시대 중기의 화가이다. 자는 자함(子函), 호는 허주(虛舟), 본관은 전주(全州)이며, 화가 이경윤(李慶胤)의 서자이다.
조선 인조 때 화원(畵員)으로서, 문신직의 6품(品)에 임명되었다.

## 작품
안견풍의 〈청록산수(靑綠山水)〉와 〈금벽산수(金碧山水)〉 등 착색화(着色畵)를 많이 그렸다. 화적으로 덕수궁 미술관 소장의 〈해천비안도〉, 〈원사만종도(遠寺晩鐘圖)〉, 〈유정방방도(遊艇訪芳圖)〉와 몇 점의 산수도가 남아 있고, 조선 전래의 안견(安堅) 화풍과 부친의 절파 화풍을 받아들여 자신의 양식을 형성했다. 국립중앙박물관 소장의 〈이금산수도(泥金山水圖)〉나 〈연사모종도(煙寺暮鐘圖)〉는 그의 화풍을 잘 나타내는 대표작으로 평가받고 있다.